# قائمة تشريعات التنمية (مصر)
قوانين وقرارات التنمية في مصر
| م                                                                                          | التشريع المنظم | تشريعات التعديلات                                                                                 | قرارات اللائحة التنفيذية للتشريع المنظم                                                                         | الحالة | ملاحظات                                                                         |
| ------------------------------------------------------------------------------------------ | --- | ------------------------------------------------------------------------------------------------- | --- | ------ | ------------------------------------------------------------------------------- |
| تنمية صناعة التكنولوجيا طالع أيضًا: هيئة تنمية صناعة تكنولوجيا المعلومات (مصر)              | |                                                                                                   | |        |                                                                                 |
|                                                                                            | حوافز العلوم والتكنولوجيا والابتكار رقم 23 لسنة 2018                                                                                         |                                                                                                   | |        |                                                                                 |
|                                                                                            | تنظيم التوقيع الإلكتروني وإنشاء هيئة تنمية صناعة تكنولوجيا المعلومات رقم 15 لسنة 2004                                                        |                                                                                                   | |        |                                                                                 |
| تنمية البحيرات والثروة السمكية طالع أيضًا: جهاز حماية وتنمية البحيرات والثروة السمكية (مصر) | |                                                                                                   | |        |                                                                                 |
|                                                                                            | حماية وتنمية البحيرات والثروة السمكية رقم 146 لسنة 2021                                                                                      |                                                                                                   | |        | ألغي بموجبه - القانون رقم 124 لسنة 1984                                         |
|                                                                                            | صيد الأسماك والأحياء المائية وتنظيم المزارع السمكية رقم 124 لسنة 1983                                                                        |                                                                                                   | | ملغي   | ألغي بموجبه: - القانون رقم 144 لسنة 1960                                        |
|                                                                                            | صيد الأسماك رقم 144 لسنة 1960 | رقم 46 لسنة 1966                                                                                  | | ملغي   | ألغي بموجبه: - القانون الصادر في 21 أبريل 1926 - القانون الصادر في 10 مايو 1926 |
|                                                                                            | الصيد في البحيرات بدون رخصة رقم 45 لسنة 1929                                                                                                 |                                                                                                   | |        |                                                                                 |
|                                                                                            | تقرير بعض المحظورات على صيد الأسماك القانون الصادر في 10 مايو 1926                                                                           | - رقم 357 لسنة 1954 - رقم 233 لسنة 1953 - رقم 88 لسنة 1950                                        | | ملغي   |                                                                                 |
|                                                                                            | صيد الأسماك في البحيرات والمياه الداخلية والمياه البحرية المصرية وقناة السويس وبالملاحة في البحيرات الداخلية القانون الصادر في 21 أبريل 1926 | - رقم 283 لسنة 1954 - رقم 419 لسنة 1953 - رقم 283 لسنة 1953 - رقم 33 لسنة 1937 - رقم 44 لسنة 1929 | | ملغي   | ألغي بموجبه: - القانون رقم 27 لسنة 1913                                         |
|                                                                                            | صيد الأسماك والملاحة في البحيرات الداخلة والصيد في المياه البحرية وقناة السويس رقم 27 لسنة 1913                                              | رقم 3 لسنة 1923                                                                                   | | ملغي   |                                                                                 |
| تنمية الصعيد                                                                               | |                                                                                                   | |        |                                                                                 |
|                                                                                            | تقسيم المناطق ذات الأولوية المستهدفة بالتنمية في النطاق الجغرافي لعمل هيئة تنمية الصعيد قرار رئيس مجلس الوزراء رقم 565 لسنة 2019             |                                                                                                   | |        |                                                                                 |
|                                                                                            | تشكيل مجلس إدارة هيئة تنمية الصعيد قرار رئيس مجلس الوزراء رقم 376 لسنة 2019                                                                  |                                                                                                   | |        |                                                                                 |
|                                                                                            | إنشاء هيئة تنمية الصعيد رقم 157 لسنة 2018 | - رقم 139 لسنة 2019 - رقم 7 لسنة 2019                                                             | قرار رئيس مجلس الوزراء رقم 757 لسنة 2019                                                                        |        |                                                                                 |
| تنمية شبه جزيرة سيناء                                                                      | |                                                                                                   | |        |                                                                                 |
|                                                                                            | التنمية المتكاملة في شبه جزيرة سيناء رقم 14 لسنة 2012                                                                                        | رقم 172 لسنة 2020                                                                                 | النظام الأساسي: - قرار وزير الدفاع والإنتاج الحربي رقم 256 لسنة 2021 - قرار رئيس مجلس الوزراء رقم 915 لسنة 2012 |        |                                                                                 |
| تنمية المشروعات طالع أيضًا: جهاز تنمية المشروعات المتوسطة والصغيرة ومتناهية الصغر (مصر)     | |                                                                                                   | |        |                                                                                 |
|                                                                                            | تنمية المشروعات المتوسطة والصغيرة ومتناهية الصغر رقم 152 لسنة 2020                                                                           |                                                                                                   | قرار رئيس مجلس الوزراء رقم 654 لسنة 2021                                                                        |        |                                                                                 |
|                                                                                            | إنشاء جهاز تنمية المشروعات المتوسطة والصغيرة ومتناهية الصغر قرار رئيس مجلس الوزراء رقم 947 لسنة 2017                                         | قرار رئيس مجلس الوزراء رقم 2370 لسنة 2018                                                         | |        |                                                                                 |
|                                                                                            | تنظيم نشاط التمويل متناهي الصغر رقم 141 لسنة 2014                                                                                            | رقم 201 لسنة 2020                                                                                 | |        |                                                                                 |
|                                                                                            | تنظيم مشاركة القطاع الخاص في مشروعات البنية الأساسية والخدمات والمرافق العامة رقم 67 لسنة 2010                                               | رقم 153 لسنة 2021                                                                                 | قرار رئيس مجلس الوزراء رقم 238 لسنة 2011                                                                        |        |                                                                                 |

## أنظر أيضاً
- قائمة تشريعات الاستثمار والمناطق الحرة (مصر)
- قائمة تشريعات المناطق الاقتصادية (مصر)
- قائمة تشريعات التعاقدات والمناقصات والمزايدات (مصر)
- قائمة تشريعات الطاقة والثروة المعدنية (مصر)
- قائمة تشريعات السياحة (مصر)
- قائمة تشريعات الصناعة (مصر)
- قائمة تشريعات الزراعة (مصر)
- قائمة تشريعات النقل (مصر)
- قائمة تشريعات التعمير (مصر)
- قائمة تشريعات الصحة (مصر)
- قائمة تشريعات الرياضة (مصر)
- قائمة تشريعات التجارة والشركات (مصر)
- قائمة تشريعات المواصفات والقياس (مصر)
- قائمة تشريعات الاستيراد والتصدير (مصر)
- قائمة تشريعات الإتفاقيات الدولية (مصر)
- قائمة تشريعات الرقابة والحماية والتحكيم (مصر)
- قائمة تشريعات الأسواق والأدوات المالية غير المصرفية (مصر)
- قائمة تشريعات المصارف والنقد (مصر)
- قائمة تشريعات الضرائب والجمارك والرسوم (مصر)
- قائمة تشريعات العمل (مصر)